# سويفت فوكس
سويفت فوكس متصفح ويب مجاني، مبني على بيئة موزيلا فايرفوكس، يعمل على نظام تشغيل لينوكس، نُشِر بواسطة جيسون هالم، وهو يعمل على كل من معالجات إنتل وآي إم دي. المتصفح من البرامج مفتوحة المصدر التي يمكن أن يتم تطويرها بواسطة أي جهة، وهو لا يختلف كثيرا عن متصفح فايرفوكس بجز بعض الفروقات القليلة التقنية بينهما، لاسيما وأن سويفت فوكس يعمل على معالجات مختلفة.